# ابوالعباس بن عمار ثقفی
ابوالعباس احمد بن عبیدالله بن محمد بن عمار ثقفی (وفات پس از ۳۱۰ ه‍.ق) کاتب، محدث و مؤلف شیعهٔ بغدادی است. بعضی او را قدریه‌ای می‌دانند. او اهل جدال بود و ازاین‌رو ابن رومی او را عزیر می‌نامید. او آثار فراوانی دارد که از جمله آنها می‌توان به: المبیضه، اخبار ابی‌نواس، الانواء اشاره کرد.